# Cancer antennarius
Cancer antennarius är en kräftdjursart som beskrevs av William Stimpson 1856. Cancer antennarius ingår i släktet Cancer och familjen Cancridae. Inga underarter finns listade i Catalogue of Life.

## Bildgalleri

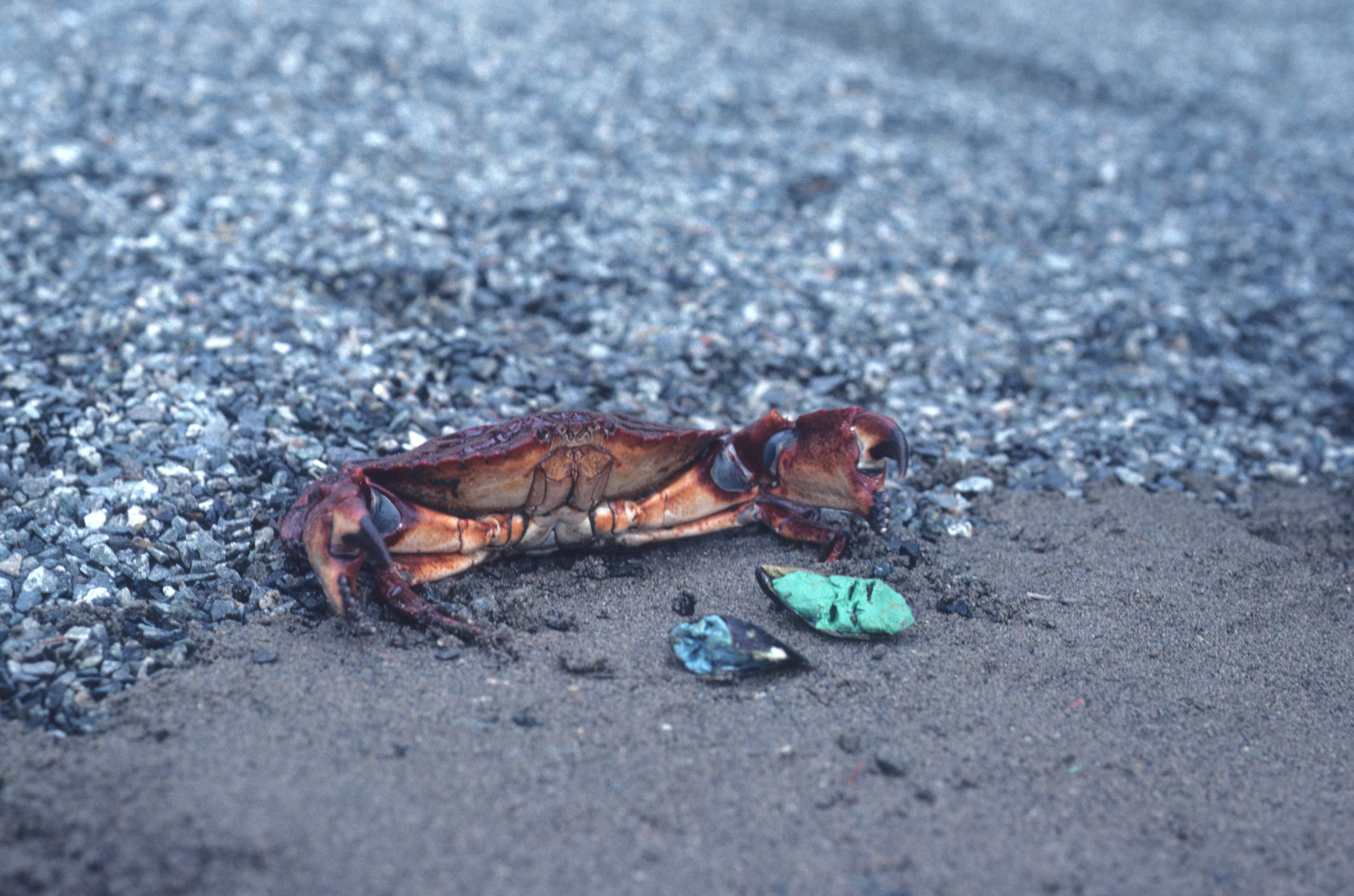